# OCBC Singapore Continental Cycling Team/Saison 2012
Dieser Artikel listet Erfolge und Fahrer des Radsportteams OCBC Singapore in der Saison 2012 auf.

## Erfolge in der UCI Asia Tour
In den Rennen der Saison 2012 der UCI Asia Tour gelangen die nachstehenden Erfolge.
| Datum    | Rennen                                               | Kat. | Sieger         |
| -------- | ---------------------------------------------------- | ---- | -------------- |
| 23. Juni | Singapurische Meisterschaft – Einzelzeitfahren       | CN   | Darren Low     |
| 23. Juni | Singapurische Meisterschaft – Einzelzeitfahren (U23) | CN   | Choon Huat Goh |
| 24. Juni | Singapurische Meisterschaft – Straßenrennen          | CN   | Junaidi Hashim |
| 24. Juni | Singapurische Meisterschaft – Straßenrennen (U23)    | CN   | Choon Huat Goh |

## Platzierungen in UCI-Ranglisten
| UCI Continental Circuit | Platz |
| ----------------------- | ----- |
| UCI Asia Tour 2012      | 21    |

## Mannschaft
| Name                              | Geburtstag         | Nationalität | Team 2011                      |
| --------------------------------- | ------------------ | ------------ | ------------------------------ |
| Vincent Ang (bis 31. Juli)        | 5. Mai 1977        | Singapur     | Geumsan Ginseng Asia (2010)    |
| Ahmad Haidar Anuawar              | 25. April 1986     | Malaysia     | Marco Polo Cycling Team (2010) |
| Choon Huat Goh                    | 14. Dezember 1990  | Singapur     | Neoprofi                       |
| Junaidi Hashim                    | 3. August 1982     | Singapur     | Neoprofi                       |
| Junrong Ho                        | 28. August 1990    | Singapur     | Neoprofi                       |
| Lemuel Lee                        | 8. Juli 1991       | Singapur     | Neoprofi                       |
| Yong Yi Marcus Leong              | 14. Mai 1989       | Singapur     | Neoprofi                       |
| Chang Ee Timothy Lim              | 26. September 1986 | Singapur     | Neoprofi                       |
| Sea Keong Loh                     | 2. November 1986   | Malaysia     | Marco Polo Cycling Team        |
| Darren Low                        | 14. Juli 1988      | Singapur     | Neoprofi                       |
| Ji Wen Low                        | 27. Oktober 1989   | Singapur     | Geumsan Ginseng Asia (2010)    |
| Maxime Martin                     | 13. Juli 1986      | Frankreich   | Neoprofi                       |
| Nicholas Squillari (bis 31. Juli) | 5. Dezember 1982   | Australien   | Neoprofi                       |
| Phuchong Sai-Udomsin              | 23. März 1988      | Thailand     | Terengganu Cycling Team        |